# Cockpit Theatre

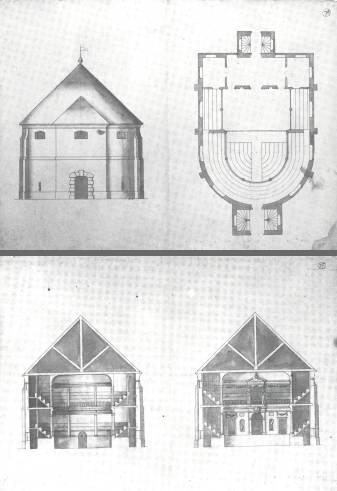
Ces plans, tracés par Inigo Jones probablement aux alentours de 1616/1618, étaient peut-être destinés au Cockpit Theatre.

Le Cockpit Theatre était un théâtre londonien, qui fonctionna de 1616 jusqu'à environ 1665. Ce fut le premier théâtre à être bâti près de Drury Lane. Après avoir subi des dégâts en 1617 et avoir été restauré, il fut rebaptisé The Phoenix.

## Historique
Comme son nom l'indique, le bâtiment original était destiné aux combats de coqs. Il s'agissait fort probablement d'un bâtiment rond à toit pointu, d'un diamètre d'environ 12 m, construit en 1609 sous le contrôle de John Best, « maître des coqs » de Henri-Frédéric Stuart, fils aîné et héritier du roi Jacques Ier.
En août 1616, Christopher Beeston acquit le bail, et convertit le bâtiment en théâtre. Comme d'autres théâtres plus anciens, tels « The Theatre » à Shoreditch et le Théâtre du Globe à Southwark, son emplacement se trouvait juste en dehors de la juridiction de la Cité de Londres. Beeston agrandit le petit bâtiment d'origine, et les archives judiciaires de l'époque conservent les plaintes des voisins, incommodés par les travaux de construction. On estime que le nouveau théâtre mesurait 16 m par 11 m, « sensiblement plus petit que le Blackfriars Theatre ».
L'édifice subit des dégâts en 1617 lors d'une émeute. Beeston rénova le bâtiment et le rebaptisa  « Phoenix Theatre », mais l'ancien nom resta populaire.
L'architecte chargé de la rénovation n'est pas connu de façon sûre, mais des preuves indirectes semblent désigner Inigo Jones. Deux plans tracés par lui, montrant l'aménagement intérieur et extérieur d'un « certain » théâtre, ont été sauvegardés. John Orrell soutient que ce théâtre est bien le Cockpit, tout en concédant qu'il ne peut en apporter de preuves décisives. (En 1629, Inigo Jones aurait conçu un autre Cockpit Theatre, un théâtre privé situé à l'intérieur de Whitehall et appelé Cockpit-in-Court ou Royal Cockpit.)
Beeston prévoyait d'utiliser le Cockpit comme un complément couvert au Red Bull Theatre, dont la scène était, comme pour beaucoup de théâtres élisabéthain, à ciel ouvert. C'est dans ce dernier théâtre que jouait régulièrement sa troupe, la troupe de la reine Anne. Le confort hivernal du lieu suffit à faire concurrence à la compagnie rivale, The Lord Chamberlain's Men, qui jouait à ciel ouvert au Blackfriars Theatre. Après un départ difficile, la compagnie connut le succès dans son nouveau local. Wickham attribue ce succès davantage à l'emplacement et au confort du théâtre, ainsi qu'au flair de son directeur, Beeston, qu'à la qualité des acteurs.
Beeston a supervisé plusieurs troupes différentes au Cockpit jusqu'à sa mort en 1639. La troupe de la reine Anne (Queen Anne's Men) y travailla de 1617 à 1619, date à laquelle cette troupe fut dissoute à la suite de la mort d'Anne de Danemark. Ils furent remplacés dans ce théâtre par la troupe du prince Charles (Prince Charles's Men) de 1619 à 1622, puis par la troupe de Lady Elizabeth (Lady Elizabeth's Men) de 1622 à 1624. La troupe de la reine Henriette (Queen Henrietta's Men) travailla longtemps au Cockpit, de 1625 à 1636. La dernière troupe à occuper le Cockpit du vivant de Beeston fut une de ses propres créations, la compagnie des jeunes du roi et de la reine, appelée familièrement les Beeston's Boys. Ce fut la dernière compagnie d'adolescents de l'époque. Ils continuèrent au théâtre sous la direction de son fils William.
William Beeston fut forcé de quitter le théâtre, quand ses choix de pièce furent désapprouvés par la cour. Il fut remplacé par William Davenant en 1639. Tous les théâtres furent fermés par une Loi du Parlement en 1642, pendant le Commonwealth. Le Cockpit fut utilisé comme salle de classe, mais des pièces continuèrent aussi à y être jouées illégalement. Les soldats puritains y firent irruption pendant une représentation, et les acteurs furent emprisonnés. En 1651, William Beeston dépensa 200 £ pour la remise en état du théâtre, dans l'espoir qu'il serait autorisé à reprendre les représentations. Mais cet espoir fut vain. Pendant les dernières années de l'Interrègne, grâce à l'opinion commune que la musique était différente du théâtre, d'Avenant fut autorisé à monter au Cockpit deux de ses opéras accrédités : The Cruelty of the Spaniards in Peru en 1658 et Sir Francis Drake en 1659.
Les théâtres furent autorisés à rouvrir après la Restauration anglaise en 1660, quand Charles II accorda des lettres patentes à deux compagnies pour  jouer du « théâtre sérieux » à Londres : la troupe du duc (Duke's Company), conduite par d'Avenant, et la troupe du roi (King's Company), conduite par Thomas Killigrew. Les deux compagnies utilisèrent brièvement les anciens théâtres encore disponibles, comme le Cockpit et le Salisbury Court Theatre, puis elles se déplacèrent dans des locaux plus neufs et plus chics. D'Avenant s'installa en 1661 au théâtre de Lincoln's Inn Fields, qui était auparavant le Lisle's Tennis Court, et Killigrew en 1660 au Gibbon's Tennis Court dans Vere Street. Le Cockpit fut aussi utilisé par les troupes de John Rhodes et de George Jolly. Samuel Pepys a rapporté dans son journal intime s'être rendu de nombreuses fois au Cockpit entre 1660 et 1663.
En 1663, la King's Company de Killigrew débuta au Théâtre de Drury Lane tout proche. Le Cockpit fut incapable de concurrencer ce nouveau théâtre relativement grand, en étant de plus handicapé par le monopole accordé aux deux théâtres patentés. On ne retrouve dans les archives aucun spectacle monté au Cockpit après 1665. Le sort final de ce bâtiment nous est inconnu.
Le Phoenix était situé au milieu de la zone délimitée aujourd'hui par Drury Lane, Great Queen Street, Great Wild Street, et Kemble Street. L'entrée du théâtre se trouvait dans Cockpit Alley, qui allait de Drury Lane à Great Wild Street.